# لوكا ماركوني
لوكا ماركوني (بالإيطالية: Luca Marconi)‏ مواليد 13 يوليو 1989 في ريميني، هو متسابق دراجات نارية إيطالي. نافس في سباقات بطولة العالم لفئة 125 سي سي. كما شارك في بطولة العالم للسوبرسبورت.

## روابط خارجية
- لوكا ماركوني على موقع WorldSBK.com (الإنجليزية)